# Mornellregenpfeifer
Der Mornellregenpfeifer ⓘ (Eudromias morinellus, Syn.: Charadrius morinellus,), meist Mornell genannt, ist ein Vertreter der Eigentlichen Regenpfeifer (Charadriinae). Die Hauptbrutgebiete der Art liegen in den Tundren Eurasiens am und nördlich des Polarkreises. In Südwest- und Südeuropa sowie im Alpenbereich bestehen individuenarme Reliktvorkommen. Es sind keine Unterarten des Mornellregenpfeifers bekannt. In der wissenschaftlichen Literatur wird häufig auch die Gattungsbezeichnung Charadrius verwendet.
Mornellregenpfeifer sind eine der wenigen Arten mit reversen Geschlechtsdimorphismus, das heißt, die Weibchen sind größer und farbenprächtiger, sie beteiligen sich nicht oder kaum an der Jungenaufzucht.

## Aussehen
Der Mornell ist etwas kleiner als eine Amsel, wirkt jedoch auf Grund seiner recht langen, gelben Beine wesentlich größer. Er gehört zu den mittelgroßen Regenpfeifern, deutlich größer als etwa der Flussregenpfeifer (Charadrius dubius), aber kleiner als der bekannte Kiebitz (Vanellus vanellus).

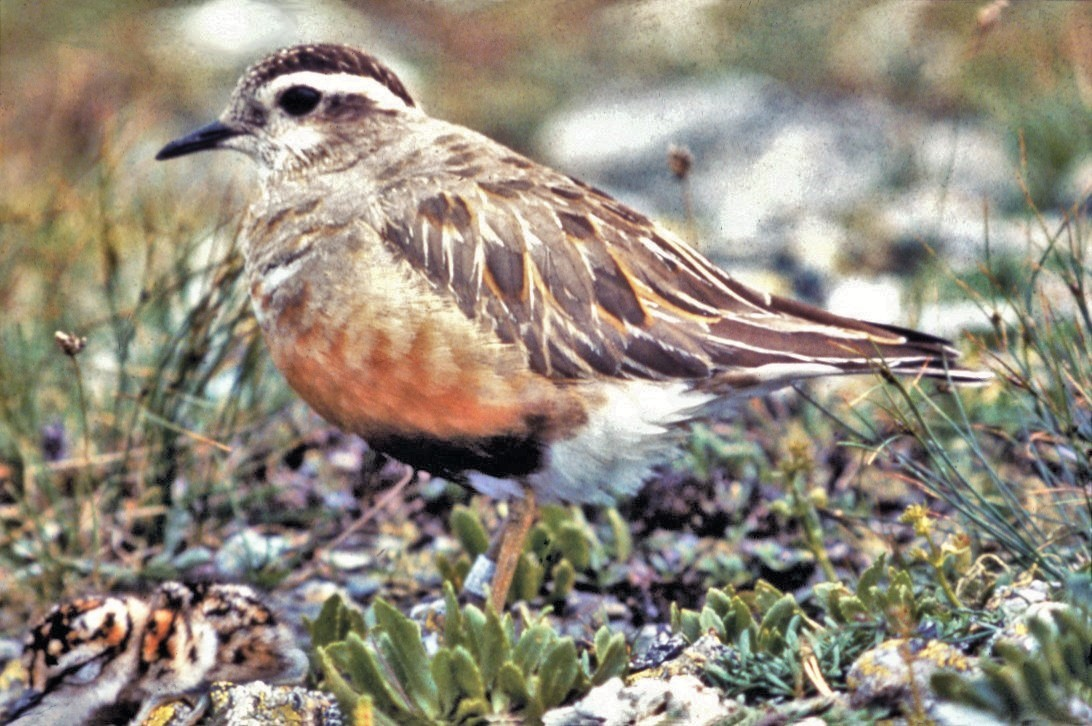
Männchen mit Küken

Im Brutkleid ist die Art unverkennbar, die Geschlechtsbestimmung aber nicht ganz einfach. Wichtigstes Feldkennzeichen im bunten Prachtkleid ist der breite, bis in den Nacken verlaufende weiße Überaugenstreif. Diese Überaugenstreifen laufen auf dem Hinterkopf zusammen und bilden dort ein V. Der Scheitel ist schwarz, die Kehle weiß. Markant ist weiters ein weißes, dünn dunkel eingefasstes Brustband, das den schiefergrauen Hals und Nacken vom leuchtend rostroten, ins schwärzliche verlaufenden Bauch trennt. Rücken und Flügel sind braun mit deutlich helleren Einfassungen der einzelnen Federpartien. Der im Flugbild runde Unterschwanz ist weiß. Das Weibchen ist etwas intensiver und kontrastreicher gefärbt. Im Schlichtkleid verblassen alle Farben, insbesondere die des Bauches, der dann gelblich bis weiß gefärbt ist. Auch der Brustring ist nicht mehr deutlich erkennbar, sodass erhebliche Verwechslungsgefahr vor allem mit Goldregenpfeiferarten wie dem Prärie-Goldregenpfeifer (Pluvialis dominica) sowie dem Wermutregenpfeifer (Charadrius asiaticus) besteht. Das Federkleid von Jungvögeln ähnelt sehr stark dem Schlichtkleid der Altvögel.

### Flug und Flugbild
Im Flug wirkt die Art von der Unterseite her relativ hell; die typisch regenpfeiferartigen, abgewinkelten und spitz zulaufenden Flügel haben keine auffallenden Zeichnungen. Von oben gesehen erscheint der sehr schnell und wendungsreich fliegende Vogel einheitlich bräunlich, ohne auffallenden hellen Flügelstreif.

### Maße und Gewicht
Die Gesamtlänge von Schnabelspitze zur Schwanzspitze beträgt von 20,5 bis 24 cm. Zwischen den Geschlechtern bestehen keine Größenunterschiede. Ein Flügel misst etwa 15 Zentimeter, die Spannweite beträgt rund 60 Zentimeter. Auf den Schwanz entfallen knappe 7 Zentimeter, der Schnabel ist etwas über 1,5 Zentimeter lang. Adulte Männchen wiegen rund 100 Gramm, Weibchen sind mit 120 Gramm etwas schwerer. Küken wiegen mit drei Tagen weniger als 2, mit 14 Tagen aber bereits an die 70 Gramm.

## Stimme
Der Mornellregenpfeifer zeigt ein großes Spektrum verschiedener Lautäußerungen. Fast alle wirken trotz ihrer weiten Reichweite meist weich und gedämpft. Am häufigsten ist ein flötendes, gereihtes Düii(rr)oder püii zu hören, wobei die letzte Silbe deutlich abgehoben ist. Dieser Gesang wird in einem langsamen, eulenartig anmutenden Singflug von beiden Geschlechtern vorgetragen. Daneben ist der ebenfalls gereihte, rasch verklingende Abflugruf, der wie dirr oder pürr klingt, relativ häufig zu hören. Oft kombiniert der Mornellregenpfeifer verschiedene Elemente seines Stimmrepertoires.

## Verbreitung

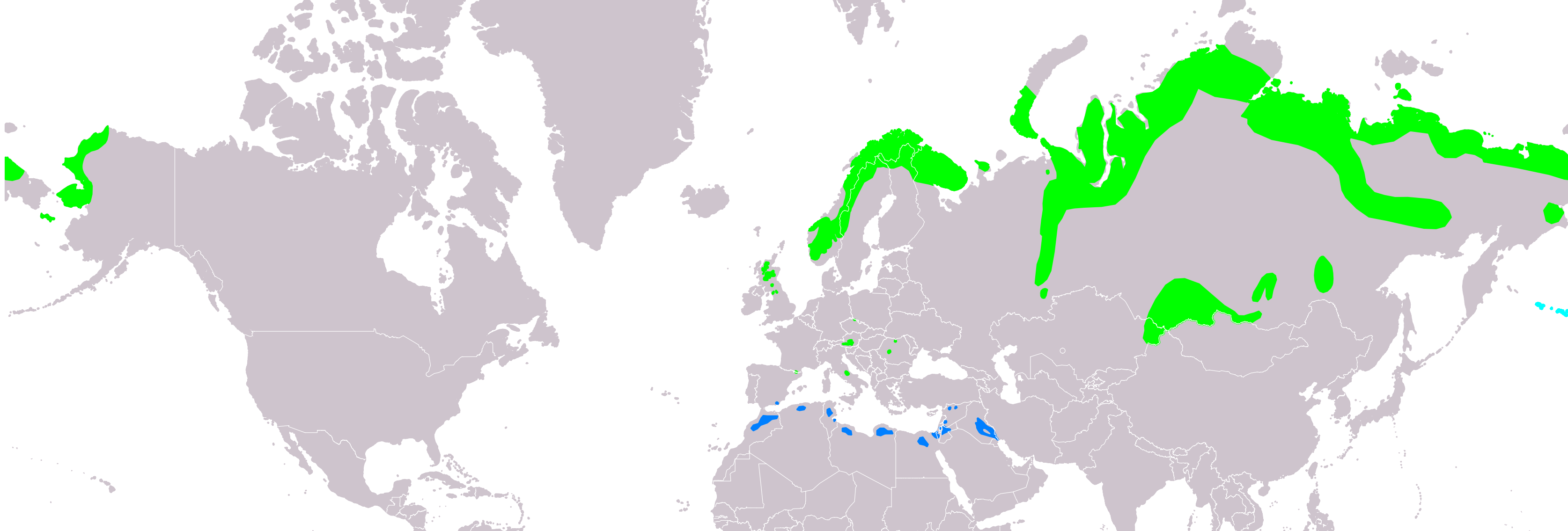
Verbreitung des Mornellregenpfeifers:
Brutgebiete
Migration
Überwinterungsgebiete

Das Verbreitungsgebiet des Mornell ist disjunkt in einige weit voneinander getrennte Teilareale aufgesplittert. Die Art brütet in Schottland, in den skandinavischen Fjäll- und Tundrengebieten, auf der Halbinsel Kola und im südlichen Teil von Nowaja Semlja. Sehr vereinzelt kommt sie im nördlichen Teil des Uralgebirges vor. Ein großes, geschlossenes Verbreitungsgebiet liegt im Altaigebirge und seinen östlichen Ausläufern; es reicht bis südlich und nordöstlich des Baikalsees. Zwischen der Mündung des Ob und der Lena scheint der Mornellregenpfeifer nur sehr selten vorzukommen, beziehungsweise ganz zu fehlen. Die Verbreitungsangaben zu diesem Gebiet sind jedenfalls uneinheitlich und zum Teil widersprüchlich. Erst östlich der Lenamündung beginnen wieder große, geschlossene Vorkommen, die ostwärts bis ins Anadyrgebiet und südostwärts in einem breit ausladenden Finger in das Werchojansker Gebirge und bis zum Mittellauf der Kolyma reichen. Wieder isoliert von diesen Vorkommen brütet der Mornell auf der Tschuktschen-Halbinsel und wahrscheinlich auf einigen der vorgelagerten neusibirischen Inseln sowie auf der Taimyr-Halbinsel. Auch von Point Barrow sowie den kleinen Plover islands (Regenpfeiferinseln) an der Nordspitze Alaskas wurden und werden Brutvorkommen gemeldet.

### Reliktvorkommen in Europa
Der Mornellregenpfeifer brütet nicht mehr regelmäßig und zudem in äußerst kleinen Individuenzahlen in einigen Gebirgsregionen Europas. Geographisch völlig isolierte Bruten gab es in Poldergebieten der Niederlande (in intensivst landwirtschaftlich genutzten Bereichen!) 1961 bis 1969.

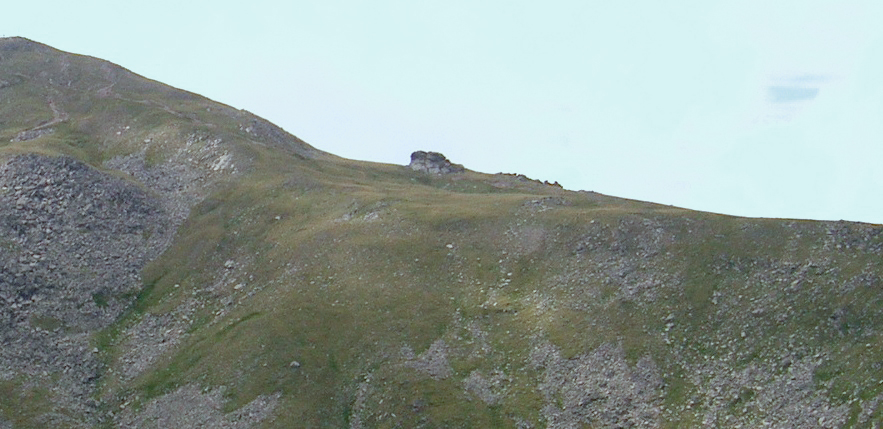
Ehemaliges Bruthabitat des Mornellregenpfeifers auf dem Zirbitzkogel

In Österreich bestehen Brutvorkommen auf dem Zirbitzkogel in der Steiermark und unregelmäßig in einigen montanen Gebieten Kärntens. Auch das Vorkommen in den Abruzzen (Parco Nazionale della Majella) besteht weiter, allerdings in sehr kleiner Zahl. Ob der Mornellregenpfeifer noch gelegentlich in den Vogesen, in der Hohen Tatra sowie im Riesengebirge brütet, ist nicht bekannt. Brutzeit- und Zugbeobachtungen werden jedoch aus diesen Gebieten berichtet. Unklar ist auch, ob die Art noch in den Pyrenäen, in den Südkarpaten sowie an einigen Stellen Nordgriechenlands als Brutvogel vorkommt, und wie groß die Anzahl der dort brütenden Paare ist.

## Lebensraum
Der Mornellregenpfeifer ist ein Bewohner meist trockener, etwas erhobener Bereiche der Flechtentundra am und nördlich des Polarkreises. In den skandinavischen Fjälls brütet er oberhalb der Birkenzone. Er bevorzugt trockene, weitgehend flache, überschaubare Gebiete mit nur spärlicher, niedriger Vegetation. Areale mit vereinzelten vegetationslosen und steindurchsetzten Abschnitten werden besonders geschätzt. Die vergleichsweise Seltenheit dieser Habitatsstrukturen in den Tundrengebieten Eurasiens erklärt zum Teil die sehr aufgesplitterte Verbreitung dieses Regenpfeifers. Am Polarkreis brütet die Art nahe dem Meeresspiegel, in Innerasien bis in Höhen von über 3500 Metern. Die höchstgelegenen europäischen Brutplätze befanden, beziehungsweise befinden sich in den Bündner Alpen in Graubünden auf ungefähr 2600 Metern sowie auf dem Zirbitzkogel in der Steiermark auf rund 2200 Metern. In Mitteleuropa bevorzugt der Mornell Berge mit sanften Rücken und weitflächigen Plateaus, die spärlich mit Krummseggen (Caricetum curvulae) und ihren Begleitpflanzen bewachsen sind. In den Abruzzen bildeten fast vegetationslose Kalkgeröllebenen mit nur vereinzelten Vegetationsinseln sein Bruthabitat.
Völlig abweichend von diesen Habitatstrukturen brütete der Mornellregenpfeifer in den Jahren 1961 bis 1969 auf neuen Poldern im IJsselmeer auf intensivst landwirtschaftlich genutzten Flächen. Allerdings wurden nur relativ frisch trockengelegte Bereiche besiedelt.

## Nahrung
Die Nahrung des Mornell besteht vor allem, aber nicht ausschließlich aus Insekten. Dabei nimmt er Tiere von Mückengröße bis zur Größe von Grillen und großen Hummeln auf. Es scheint eine gewisse Präferenz für hart gepanzerte Käferarten, wie Laufkäfer und Rüsselkäfer zu bestehen. Auch die Larven von Schnellkäfern, die so genannten Drahtwürmer, werden gerne verzehrt. Heuschrecken, Schmetterlinge oder Würmer spielen dagegen keine wesentliche Rolle. In manchen Überwinterungsgebieten ernähren sich Mornellregenpfeifer offenbar hauptsächlich von verschiedenen kleinen Schneckenarten. In zwar kleinen Mengen aber regelmäßig nimmt der Mornell pflanzliche Nahrung in Form von Blättern und Beeren zu sich. Ebenso fanden sich in den Mägen untersuchter Vögel meistens kleine Steinchen (Gastrolithen).
Die Nahrung wird pickend am Boden, laufend in kleinen Verfolgungsjagden bzw. in kurzen Flugjagden erbeutet.

## Verhalten
Der Mornell ist kein sehr scheuer Vogel. In seinem subarktischen Lebensraum ist seine Fluchtdistanz – insbesondere während der Brutzeit – vor dem Menschen sogar auffallend gering. Während der Brutzeit ist ein Mornellpaar streng territorial, außerhalb dieser Zeit leben die Vögel jedoch in kleinen, oft in Altersklassen beziehungsweise Geschlechtern differenzierten Gruppen gesellig zusammen. Im Hauptverbreitungsgebiet im Bereich des Polarkreises ist der Mornell während 24 Stunden aktiv, legt allerdings innerhalb dieser Zeit lange Ruhe- und Putzpausen ein. In seinen alpinen Brutgebieten beginnt die Aktivitätsphase des Vogels erst etwa zwei Stunden nach Sonnenaufgang und endet bereits wieder gut eine Stunde, bevor die Sonne untergeht.

 Auffällig sind die vor allem bei Beunruhigung besonders intensiven ruckenden Bewegungen des Oberkörpers, der reißend schnelle, nieder über den Erdboden führende Flug sowie das Wachtpostenstehen mit auffallendem Wegschauen auf kleinen Erhebungen im Brutgebiet.
Grundsätzlich besteht beim Mornell in einigen Verhaltensweisen, insbesondere im Sexual- und Aggressionsbereich eine gewisse Rollenumkehr, das heißt, Verhaltensweisen, die im Allgemeinen vom Männchen erwartet werden, werden bei den Mornellregenpfeifern stärker vom weiblichen Tier praktiziert.

### Paarbildung
Die oben erwähnte Rollenumkehr wird im Balzverhalten dieser Art sowie in deren Brutbiologie besonders deutlich. Häufig ist eine solche, im Englischen reverse sex role genannte Verhaltensausrichtung bereits in der Gefiederfärbung angedeutet. Der Mornellregenpfeifer schreitet im Allgemeinen erst in seinem 3. Sommer zur ersten Brut, doch sind auch Bruten im zweiten Sommer bekannt geworden.
Die Paarbildung resultiert aus einer anfangs nicht partnerbezogenen Gruppenbalz, innerhalb der das Weibchen der aktivere Teil ist. Die Balz beginnt erst im Brutgebiet, hochnordisch brütende Populationen erscheinen jedoch schon locker verpaart im Brutareal. Das Weibchen versucht durch Scheinfluchten, Sich-Ducken beziehungsweise durch Scheinbrüten, die Aufmerksamkeit eines Männchens auf sich zu ziehen. Erfolgt keine Reaktion eines Männchens, kehrt das Weibchen zur Balzgruppe zurück. Zwischen den Weibchen kann es zu kleinen Auseinandersetzungen um ein Männchen kommen. Die meist aus weniger als 10 Individuen bestehenden Balzgruppen wechseln oft ihren Standort; auch die Gruppenmitglieder sind variabel. Findet sich ein Paar, sondert es sich von der Gruppe ab und beginnt ein Revier zu besetzen, das von beiden Vögeln energisch verteidigt wird. Diese Partnerbindung besteht häufig bis zum Ausschlüpfen der Küken. Die Weibchen können aber auch während der Bebrütung des ersten Geleges weitere Männchen mit Vollgelegen versorgen (Sukzessive Polyandrie). In isolierten Kleinvorkommen kann zuweilen ein merklicher Überschuss an brutbereiten Weibchen herrschen, sodass es zur Eiablage von unbefruchteten Eiern sowie zu Weibchenpaaren kommt, die auf unbefruchteten Eiern sitzen.

### Brutbiologie
Der Neststandort ist meist eine etwas erhobene, trockene und ebene Stelle. Freie Rundumsicht und ein kurzrasiger Bewuchs haben Priorität. Das Nest selbst ist nur eine angedeutete Mulde; ein wenig wird es mit Pflanzenmaterial aus der unmittelbaren Umgebung ausgelegt. In alpinen Nestern wurde vor allem die Weiße Schlauchflechte (Thamniola vermicularis) als Nistmaterial verwendet.

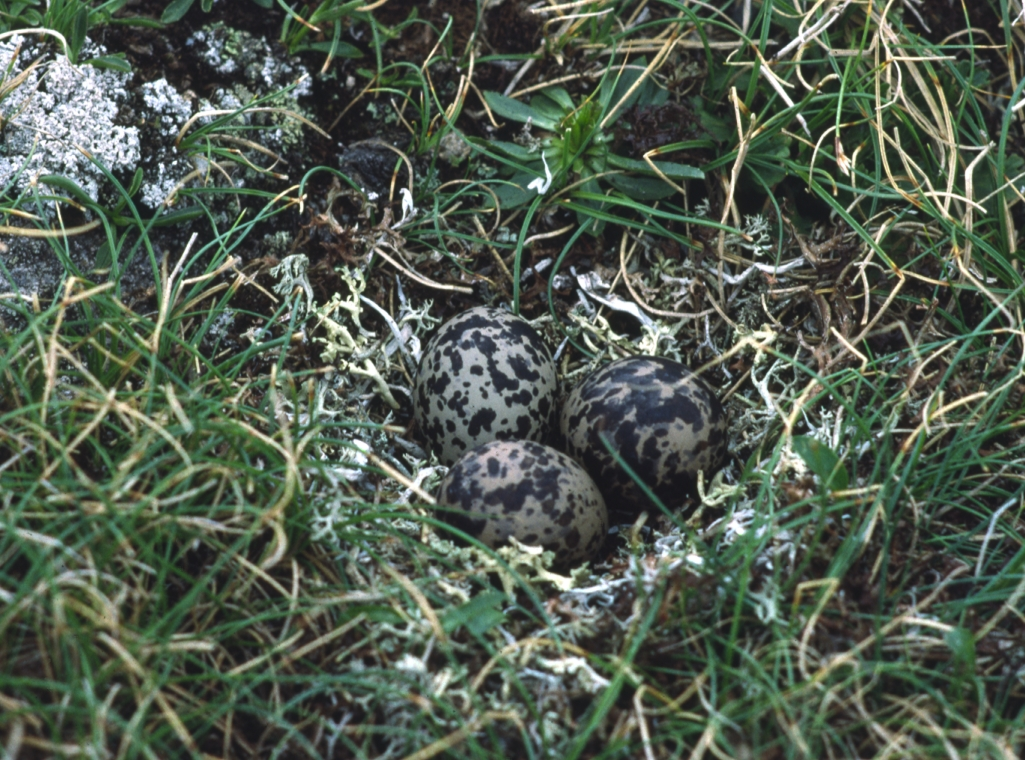
Typisches Dreiergelege

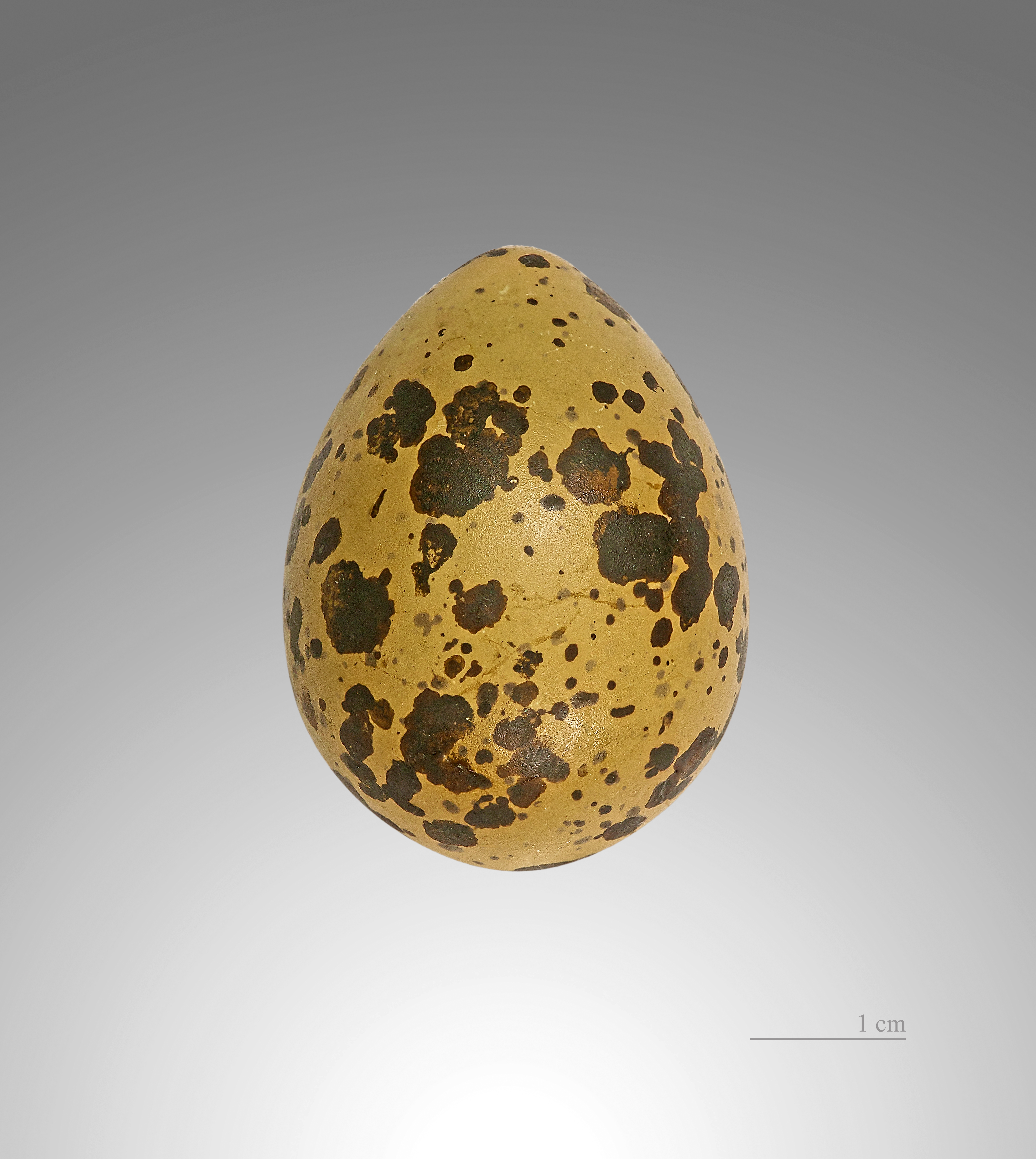
Ei des Mornellregenpfeifers

Ein Vollgelege besteht in der Regel aus drei, mit im Durchschnitt 42 × 28 Millimetern relativ großen, lehmbraunen bis olivgrünen Eiern, die eine dunkelbraune bis schwarze Fleckung aufweisen. Die Nachgelege umfassen selten mehr als zwei Eier. Die innerhalb von etwa 36 Stunden gelegten Eier werden erst nach Ablage des letzten Eies intensiv vom Männchen bebrütet. Das Weibchen befindet sich aber häufig in der Nähe des Nestes, steht im Stimmkontakt mit dem Männchen und beteiligt sich an der Abwehr von Feinden. Die Beteiligung der Weibchen am Brutgeschäft ist sehr unterschiedlich, zu Beginn und gegen Ende der Brutperiode ist sie am stärksten, sie kann aber auch ganz unterbleiben. Die Küken werden vom Männchen sehr bald nach dem Schlüpfen vom Nest weggeführt, was für das zuletzt geschlüpfte oft sehr mühsam ist und zu Verlusten führt. Der Aktionsradius beträgt nach dem Schlüpftag maximal etwa 50 Meter, am dritten Tag kann sich die Familiengruppe aber bereits über 700 Meter und einige 100 Höhenmeter vom Neststandort entfernt haben. Ab dieser Zeit vertreibt das Männchen auch das Weibchen aus der Nähe der Küken. Beobachtungen deuten jedoch darauf hin, dass führende Männchen nichtführende Geschlechtsgenossen in der Umgebung der Jungen dulden, und diese sich auch an der Feindabwehr beteiligen. Die Führungszeit beträgt etwa 30 Tage. Danach löst sich der Verband auf.

### Aggressions- und Feindverhalten
Auch im Aggressionsverhalten sind die Weibchen dieser Art dominierender. Sie imponieren häufiger mit Schwanzfächern, Flügelausbreiten und Präsentieren der markanten Gefiederpartien der Brust- und Bauchseite. In Rivalenkämpfen kann es zu Körperkontakt und kleinen Körperverletzungen kommen.

### Verleiten
Besonders ausgeprägt ist das Verleite-Verhalten des Mornell. Je nach der individuell empfundenen Qualität der Bedrohung zeigt die Art sehr unterschiedliche und expressive Verhaltensweisen. Als geringste Verleite-Antwort wird das Wegsehen gedeutet. Dabei wendet sich der Vogel vom erkannten Eindringling ab, zeigt dadurch das markante Scheitel-V, fixiert aber trotzdem den potentiellen Feind. Die nächste Stufe ist durch Auffälliges Weglaufen gekennzeichnet, wobei oft hinkende und schlingernde Schritte raschem Laufen folgen, ein oder beide Flügel halb gefächert am Boden schleifen. Begleitet ist dieses Weglaufen von klagenden Rufreihen. Kann der Mornell den Eindringling noch immer nicht von seinem Nest oder den geführten Küken ablenken, präsentiert er sich mit konvulsischem Flügel-, Bein- und Schwanzzittern sterbend. Dieses Verleiten zeigen beide Geschlechter, bei den Männchen ist es expressiver.

## Wanderungen

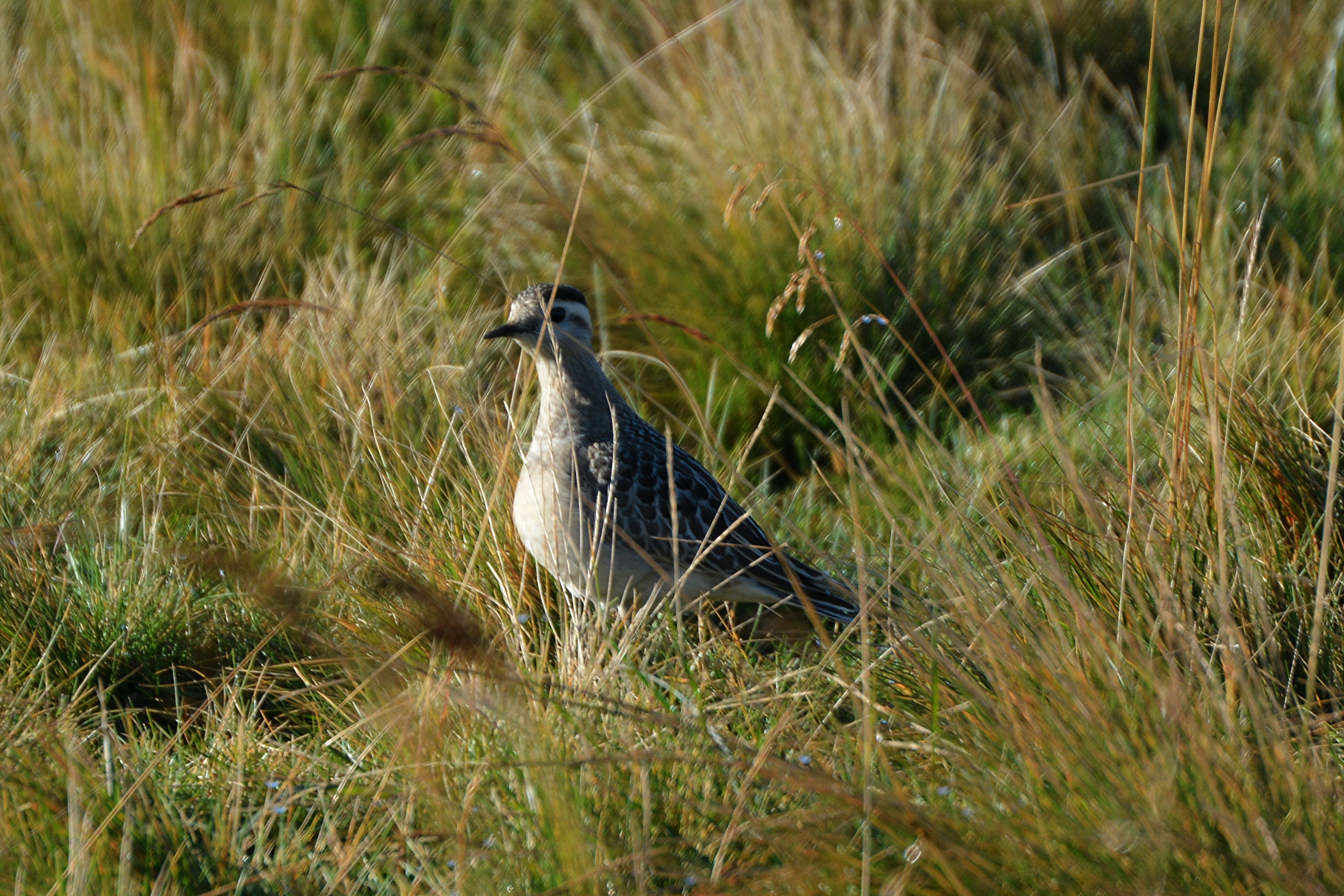
Mornellregenpfeifer während des Herbstzugs in den bayerischen Alpen.

Der Mornell ist in seinem gesamten Verbreitungsgebiet ein obligater Zugvogel, mit einem, im Verhältnis zu seinem riesigen Verbreitungsgebiet relativ kleinen Überwinterungsgebiet im nördlichen Afrika sowie im Nahen Osten. Von Ende Juli an werden die Brutplätze geräumt, wobei die Weibchen etwa drei Wochen vor den Männchen und Jungvögeln abziehen. Der Zug erfolgt auf traditionellen Zugrouten in breiter Front meist in kleinen Trupps oder Gruppen von 20–30 Individuen. Traditionelle Rast- und Mauserplätze (zum Beispiel auf dem Cassonsgrat in den Bündner Alpen, dem Chasseral im Berner Jura, beziehungsweise an einigen Stellen nördlich des Kaspischen Meeres) werden über Jahrzehnte hinweg immer wieder aufgesucht. Es gibt nur wenige traditionelle Rastplätze und Gebiete in Deutschland, wo sie regelmäßig beobachtet werden. Im deutschen Binnenland rasten die Vögel gerne an Südwestflanke sanfter Kuppen in Ackerbaugebieten und dabei bevorzugen frisch gegrubberte Stoppeläcker. Unbearbeitete Stoppeläcker werden seltener genutzt.
Viele der europäischen Vögel scheinen jedoch auch in einem Nonstopflug ihr Winterquartier zu erreichen. Die ostasiatischen Vögel legen auf ihrem Zug eine Strecke von bis zu 10.000 Kilometern zurück. Insgesamt erfolgen aber sowohl Wegzug und – in noch größerem Maße – Heimzug sehr heimlich, sodass Mornells auf ihrem Zuge eher für Irrgäste gehalten werden als für reguläre Zugvögel.
Die wesentlichsten Überwinterungsgebiete für die Mehrzahl der europäischen Vögel liegen im nordwestlichen Afrika, insbesondere im Atlasgebiet. Die asiatischen Populationen suchen Quartiere auf der Sinai-Halbinsel sowie im Irak und im Iran auf. Meist handelt es sich um semiaride, offene Gebiete, Wüsten werden gemieden.
Der Heimzug beginnt Mitte Februar. Mitte März haben alle Mornells ihr Überwinterungsgebiet verlassen. Die Ankunft in den Brutgebieten erfolgt ab Ende April.

## Bestandssituation
Obwohl in den schottischen und finnischen Verbreitungsgebieten erhebliche Bestandsrückgänge festgestellt wurden, wird der Bestand der Art insgesamt noch immer mit S (secure – gesichert) bewertet. In dieser Bewertung nicht evaluiert sind die großen nordostsibirischen und zentralasiatischen Vorkommen, über deren Dynamik zu wenig bekannt ist.
Die äußerst individuenarmen europäischen Reliktvorkommen unterliegen sehr großen Schwankungen. 1971 und 1995 konnten im Zirbitzkogelgebiet fünf Gelege gezählt werden, von 2001 bis 2004 wurden keine Gelege festgestellt. 2004 konnten jedoch wieder vier Durchzügler beobachtet werden.

## Namensherleitung
Charadrius ist eine Bezeichnung, die Aristoteles in seiner Tierkunde verwendet. Zusammengefasst werden unter diesem Namen wassernah lebende Vögel ohne Schwimmhäute. Der zweite gebräuchliche Gattungsname Eudromias umreißt die flinken, gewandten Bewegungen des Mornell zu Lande. Er ist aus griech. eū = gut und ho drómos = der Läufer zusammengesetzt. Die Artbezeichnung beschreibt das wenig scheue Verhalten des Mornell, das als närrisch, beziehungsweise töricht empfunden wurde. Das lat. Nomen morinellus bedeutet kleiner Narr. Eine frühere deutsche Bezeichnung lautete Dummer Regenpfeifer. Auch der englische Name Dotterel umschreibt diese, als unklug erachtete Verhaltensweise. Der Bedeutungskern von Dotterel liegt im engl. dote, das kindisch sein, nicht ganz klar sein bedeuten kann.

## Mein Freund, der Regenpfeifer
Der schwedische Naturfotograf und -schriftsteller Bengt Berg widmete dem Mornellregenpfeifer das Buch Mein Freund, der Regenpfeifer (1925), in dem er seine Erlebnisse im schwedischen Fjäll beschreibt. Dabei vermenschlichte Berg systematisch die Verhaltensweisen des Láhol (Name des Mornellregenpfeifers in der samischen Sprache), um die Identifikation des Lesers mit dem Tier zu fördern. Das Buch trug im deutschsprachigen Raum erheblich zur Popularisierung eines romantisch geprägten Naturkunde- und Naturschutz-Gedankens bei.